# Sissi (filme)
Sissi (bra/prt: Sissi) é um filme austríaco de 1955, dos gêneros drama romântico-histórico-biográfico, escrito e dirigido por Ernst Marischka. 
É o primeiro filme da trilogia sobre os primeiros anos da imperatriz Elisabete.

## Sinopse
É o ano de 1853. A então princesa Isabel da Baviera, de 15 anos, acompanha sua mãe e irmã mais velha Helena para a corte austríaca em Bad Ischl, onde o noivado entre Helena e o jovem imperador Francisco José I, seu primo de primeiro grau, será anunciado. Este, contudo, apaixona-se pela outra prima, Isabel (mais conhecida como Sissi), enquanto ela está pescando. Sissi também ama Francisco José, mas o casamento encontrará a oposição da exigente mãe do imperador, a arquiduquesa Sofia.

## Elenco
- Romy Schneider, como Sissi
- Karlheinz Böhm, como o imperador Francisco José I;
- Magda Schneider, como a princesa Ludovica da Baviera;
- Gustav Knuth, como o duque Maximiliano José da Baviera;
- Uta Franz, como a princesa Helena Carolina da Baviera (Nene);
- Vilma Degischer, como a  arquiduquesa Sofia da Áustria;
- Erich Nikowitz, como o arquiduque Francisco Carlos;
- Peter Weck, como o arquiduque Carlos Luís;
- Karl Fochler como o conde Grünne;
- Josef Meinrad, como o major Böckl;
- Franz Böheim, como Johann Petzmacher;